# Enterprise (Territorios del Noroeste)
Enterprise es una aldea canadiense situada en el territorio de Territorios del Noroeste.

## Superficie
Enterprise tiene una superficie de 305,58 km².

## Demografía
En 2021, tenía 75 habitantes, una densidad poblacional de 0,2 hab./km², y 51 viviendas.